# 이괄의 난
이괄의 난(李适ㅡ亂)은 1624년(인조 2년)에 이괄이 조선 왕가 종실 흥안군 이제를 천립하며 일으킨 반란이다. 인조반정의 논공행상에 불만을 품은 이괄은 반란을 일으키려 한다는 무고를 당하자 난을 일으켜 한양까지 함락시켰다. 조선대의 내부 반란으로서는 처음으로 왕을 도성으로부터 피난시킨 전무후무한 난이기도 하다. 이후 길마재 전투에서 패배하여 진압되었다.

## 배경
이괄은 1622년(광해군 14년) 함경도 병마절도사에 임명되어 임지로 떠날 준비를 하고 있을 때 친분이 있던 신경유의 권유로 광해군을 축출하고 새 왕을 추대하는 계획에 가담하게 되었다. 그리하여 1623년 4월 11일(음력 3월 12일)에 서인의 주도로 일어난 인조반정에서 광해군을 몰아내고 인조를 즉위시키는 데 공을 세웠다. 그러나 이괄은 2등 공신에 책록되었고 반정 뒤 평안도 병마절도사로 임명되어 불만이 컸다. 그러던 중 1624년 음력 1월 문회, 허통, 이우 등이 이괄과 이괄의 아들 이전, 한명련, 정충신, 기자헌, 현집, 이시언 등이 역모를 꾸몄다고 무고하였다. 하지만 역모의 단서는 찾지 못했고 대신 이괄의 아들 이전을 서울로 압송하기로 했다.

## 과정

### 발생
이괄은 기익헌, 한명련 등과 함께 압송하러 온 사람들을 죽이고 1624년 3월 11일(음력 1월 22일) 항왜병 100명을 선봉장으로 하여 12,000명의 군사를 이끌고 반란을 일으켰다. 그러자 인조는 김유의 말을 들어 기자헌, 김원량 등 40명의 연루자들을 처형시켰다.
이괄은 황주신교에서 정충신과 남이흥의 군대를 격파하고, 마탄에서 다시 부도제찰사 이시발이 이끄는 관군을 격파하고 황해도방어사 이중로와 우방어사 이성부를 전사시켰다.
이괄군이 개성을 지나 3월 26일(음력 2월 8일) 임진강을 건넜다는 소식이 전해지자 인조는 그날 밤 서울을 버리고 수원에 도착하였다. 천안에서 반란군의 평정 소식을 접하였으나 패주하는 반란군이 이천 쪽으로 내려갔다는 소식을 듣고 다시 12일 새벽 공주로 피란을 갔다.
3월 29일(음력 2월 11일) 이괄군은 한양에 입성하여 경복궁 옛터에서 선조의 열 번째 아들 흥안군 제(興安君 瑅)를 왕으로 세웠다. 인조는 6일 동안 공주에서 난을 피해 있어야 했고 한편 이괄은 포로가 된 풍천 부사 박영신이 끝내 협력하지 않자 그를 참살했다.

### 진압
이괄은 안산의 고개인 안령 일대에서 벌어진 전투에서 패배하면서 밀리기 시작했다.:341 이괄은 3월 29일(음력 2월 11일)에 군대를 둘로 나누어 장만과 임경업이 지키는 길마재를 포위 공격했으나 패배하고 수구문을 나와 광주로 향하다가 장만, 정충신, 남이흥 등이 이끄는 관군의 추격으로 완전히 흩어졌고 이 과정에서 이괄의 군사에 의해 송강 정철의 사위이자 광주 목사인 임회가 살해당했다.
도망가던 이괄은 4월 1일(음력 2월 14일) 이천에서 아들 이전, 부하 한명련과 함께 부하 기익헌, 이수백에게 살해되었다. 이로써 반란은 마무리되었고, 반란군에 투항했던 이흥립은 자결했으며 이괄이 왕으로 세운 흥안군 또한 왕자의 신분임에도 불구하고 아무런 국문도 없이 간신배 심기원에 의해 처형당했다. 하지만 한명련의 아들 한윤과 한택 형제가 후금에 투항하여 강홍립 휘하로 들어가 이후 정묘호란의 명분이 되기도 했다.

## 같이 보기
- 이괄
- 인조반정
- 정묘호란